# Uśpiony obóz 2: Smutni obozowicze
Uśpiony obóz 2: Smutni obozowicze (Sleepaway Camp II: Unhappy Campers) – amerykański film fabularny (horror z podgatunku slasher) z 1988 roku, sequel horroru Uśpiony obóz (1983).

## Fabuła
Akcja filmu ma miejsce sześć lat po wydarzeniach przedstawionych w pierwowzorze. Wyciszona na przestrzeni lat sprawa okrutnych morderstw na obozie Arawak jest obecnie jedną z ulubionych historii obozowiczów na kempingu Rolling Hills. Zjawia się na nim Angela Baker, antybohaterka poprzedniej części serii, obecnie transseksualistka. Baker została wypuszczona ze szpitala psychiatrycznego i za cel obiera sobie pracę w charakterze opiekunki kempingowej. Wkrótce po jej pojawieniu się na miejscu, zaczynają ginąć młodociani obozowicze.

## Obsada
- Pamela Springsteen − Angela Baker
- Renée Estevez − Molly
- Tony Higgins (w czołówce jako Anthony Higgins) − Sean
- Valerie Hartman − Ally
- Brian Patrick Clarke − T.C.
- Walter Gotell − wuj John
- Susan Marie Snyder − Mare
- Terry Hobbs − Rob
- Kendall Bean − Demi
- Julie Murphy − Lea
- Carol Chambers − Brooke
- Amy Fields − Jodi
- Benji Wilhoite − Anthony